# Малиш Софія Онисимівна
Софія Онисимівна Мали́ш (нар. 23 лютого 1914, Дігтярі — пом. ?) — українська ткаля; заслужений майстер народної творчості УРСР з 1960 року.
З 1932 року працюєвала на Дігтярівській фабриці художніх виробів імені 8 Березня. Створювала декоративні плахтові та перебірні тканини.